# SN 2003cb
SN 2003cb – supernowa typu II odkryta 13 marca 2003 roku w galaktyce NGC 4885. W momencie odkrycia miała maksymalną jasność 17,90m.